# 日本國鐵ED12型電力機車
日本國鐵ED12型电力机车（日语：／ Kokutetsu ED12-gata denki kikansha */?）是日本铁路的第一代干线电力机车车型之一，由日本国有铁道的前身铁道省于1923年（大正12年）从瑞士引进，由勃朗-包维利股份公司（BBC）、瑞士车辆和升降机制造股份公司（SWS）设计制造，适用于供电制式为1500伏直流电的电气化铁路。

## 历史

### 背景
1922年（大正11年），日本铁道省决定对东海道本线实施电气化改造。由于当时日本并没有制造干线电力机车的经验，因此决定采用首先从国外引进的办法。日本向美国订购了两台1000型电力机车（ED10型电力机车）和两台1010型电力机车（ED11型电力机车），又向瑞士订购了两台形式类似的1020型电力机车以作比较，其中机械部分由瑞士车辆和升降机制造股份公司（SWS）制造，电气设备由勃朗-包维利股份公司（BBC）提供。1928年（昭和3年）10月，根据铁道省的车辆形式称号规程修订，该型机车改称为ED12型电力机车。

### 运用
ED12型电力机车投入运用初期，首先配属到东京机关区，主要在东海道本线担当货物列车的牵引任务。二战结束后，虽然机车性能和可靠性均十分理想，但在维护方面相对同期其他电力机车较为复杂，因此日本国铁决定提早退役ED12型电力机车。1948年11月，ED12-1号机车停运报废。1949年3月，ED12-2号机车停运报废。
两台机车从国铁除籍后，于1949年（昭和24年）被转让予西武铁道，并改称为E51型电力机车。为了减轻机车重量以改善线路适应性，西武铁道决定对机车进行如下改进，包括取消牵引电动机的冷却通风机，为了补偿冷却性能上的不足，在车体侧墙上新开了一些通风窗口；改装较轻型的空气压缩机；另外还重新布置了司机操纵台的设备，以改善司机的瞭望条件。
E51型电力机车在西武铁道投入运用初期，主要用于担当西武新宿线的货物列车牵引任务，后来又改为投入西武池袋线和西武国分寺线运用。西武铁道终止货运业务之后，机车改为用于牵引工务列车。至1976年（昭和51年），E51号机车因车轴损伤而停运报废，后来在小手指车辆管理所拆解。1987年（昭和62年），E52号机车亦随着E31型电力机车的引进而停运报废，并静态保存于西武铁道横濑车辆基地。

## 技术特点

### 总体结构
ED12型电力机车是干线货运用的直流电力机车。因应当时日本铁路的早期电气化铁路的供电方式，该型机车设计适用于供电制式为600伏、1200伏或1500伏直流电的电气化铁路。机车采用非承载式结构的全金属箱形车体，车体各项载荷全部由底架承担，车体侧墙和顶盖不参与承载。
车体两端各设有一个司机室，车体中部为电气室，电气室内有贯通的中央内走廊连接两端司机室。电气室左右两侧均设有三个通风百叶窗口，是牵引电动机通风机的冷却通风机进风口；电气室两侧还设有四个采光玻璃窗，方便机车内设备的检查和维护。机车两端为通过台区域，并有突出于车体两端的檐篷。司机室内机车运行方向左侧设有司机操纵台，以及电压表、电流表、风缸压力表等仪表，在机车运行方向的右侧设有一扇端门，左右两侧各设有一扇侧窗。车顶相对两端司机室上方的位置各装有一台双臂式受电弓。

### 转向架

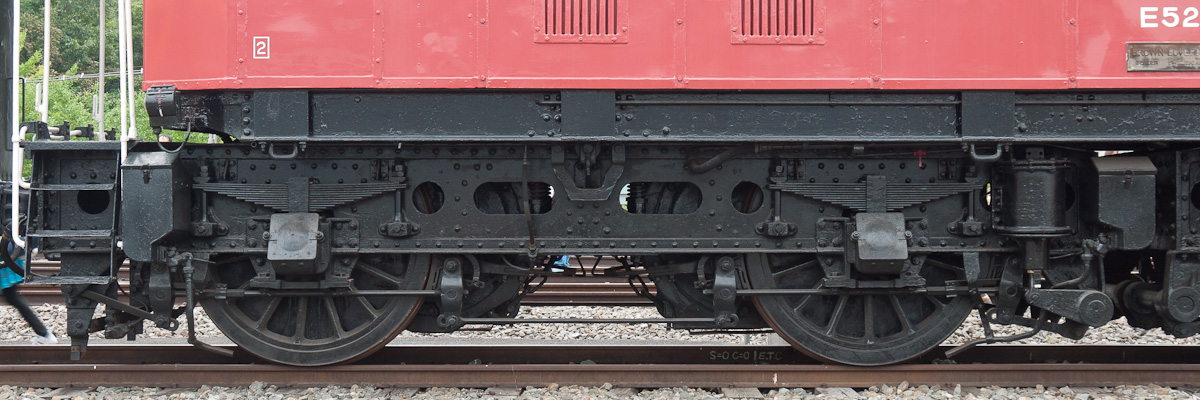
转向架

机车走行部为两台二轴转向架，车钩直接安装在转向架构架的端梁上。两台转向架之间设有弹性联接装置，以提高机车的小半径曲线通过性能，并用于传递牵引力。转向架构架采用钢板铆接结构，轮对采用1,400毫米的大直径车轮，轴箱采用导框式定位机构，轴箱悬挂装置采用钢板弹簧。转向架采用旁承支重设计，心盘只作为转向架相对车体的旋转中心。牵引电动机采用抱轴式悬挂，牵引电动机的一端安装在转向架构架上，而另一端通过抱轴承刚性抱合在车轴上。牵引电动机输出的扭矩通过一级减速双侧斜齿轮传递给轮对，牵引齿轮传动比为23：90（1：3.91）。

### 传动系统
ED12型电力机车是直—直流电传动的直流电力机车，通过调节起动电阻、牵引电动机的串—并联转换和磁场削弱来达到调速的目的。机车起动和加速时，逐步减少起动电阻的阻值，然后将四台直流牵引电动机从串联转入并联连接，从而实现有级调速。机车还可以对牵引电动机使用一级磁场削弱，作为恒功区的辅助调速手段。起动电阻器采用铸铁制造的栅极电阻，通过车顶的通风口实现自然通风。机车控制器共有13个运行级位，其中串联状态8位、并联状态4位，磁场削弱1位，通过两组凸轮轴控制器控制18个开关，控制电路采用110伏直流电。机车具有重联控制功能，机车端部设有重联插座。
牵引电动机采用GDTM-75/6 22型六极串励直流电动机（铁道省标准型号为MT11型）。这种牵引电动机可以根据600伏、1200伏或1500伏的接触网电压，而有两种工作模式。当网压为600伏或1200伏时，电动机端电压为540伏，小时功率为187.5千瓦，额定转速为每分钟350转；当网压为1500伏时，电动机端电压为750伏，小时功率为258.75千瓦，额定转速为每分钟530转。牵引电动机采用强迫通风冷却。

## 参看
- ED10型电力机车
- ED11型电力机车
- ED14型电力机车
- ED54型电力机车
- 日本电力机车列表